# Râul Banpotoc
Râul Banpotoc este un curs de apă, afluent al râului Vărmaga. 

## Hărți
- Harta județului Hunedoara
- Harta munților Apuseni